# Malschwitz
Malschwitz (en sorabe: Malešecy) est une commune de Saxe (Allemagne), située dans l'arrondissement de Bautzen, dans le district de Dresde.

## Composition territoriale
Depuis le rattachement de l'ancienne commune de Guttau au 1er janvier 2013, la commune de Malschwitz regroupe 23 villages ou hameaux (avec le nom sorabe)
| - Baruth bei Bautzen (Bart), 450 habitants - Briesing (Brězynka), 124 habitants - Brießnitz (Brězecy), 60 habitants - Brösa (Brězyna), 197 habitants - Buchwalde (Bukojna), 166 habitants - Cannewitz (Skanecy), 81 habitants - Doberschütz (Dobrošecy), 180 habitants - Dubrauke (Dubrawka), 183 habitants - Gleina (Hlina), 153 habitants - Guttau (Hućina), 371 habitants - Halbendorf/Spree (Połpica), 223 habitants - Kleinbautzen (Budyšink), 447 habitants | - Kleinsaubernitz (Zubornička), 344 habitants - Lieske (Lěskej), 46 habitants - Lömischau (Lemišow), 123 habitants - Malschwitz (Malešecy), 679 habitants - Neudorf/Spree (Nowa Wjes/Sprjewja), 159 habitants - Niedergurig (Delnja Hórka), 390 habitants - Pließkowitz (Plusnikecy), 208 habitants - Preititz (Přiwćicy), 270 habitants - Rackel (Rakojdy), 260 habitants - Ruhethal (Wotpočink), 15 habitants - Wartha (Stróža), 153 habitants |

## Géographie
Malschwitz est une commune rurale située à 8 km au nord-est de Bautzen.

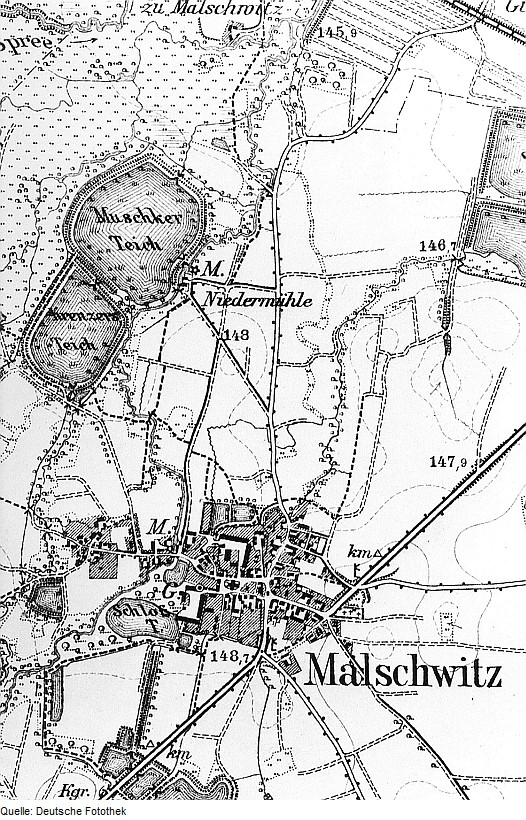
Ancienne carte de Malschwitz.

## Histoire
Au cours des guerres napoléoniennes, durant la bataille de Bautzen (20 et 21 mai 1813), le village de Pließkowitz fut le théâtre de violents combats opposants les Français du 151e régiment d'infanterie de ligne  aux coalisés du 1er régiment à pied de la Garde.

## Personnalités liées à la ville
- Gottfried Ludovici (1670-1724), théologien né à Baruth bei Bautzen.
- Adam Gottlob Schirach (1724-1773), agronome mort à Kleinbautzen.